# 瓦氏喙猎女神螺
瓦氏喙猎女神螺（学名：Trivirostra vayssierei）为猎女神螺科喙猎女神螺属的动物。分布于非洲东南沿岸，包括东海等海域，多生活于潮下带。该物种的模式产地在非洲东南。

## 外部連結
- 維基物種上的相關：瓦氏喙猎女神螺